# عدن الطولقة (ذي السفال)

تعديل مصدري - تعديل

عدن الطولقة محلة تابعة لقرية داغش، التابعة لعزلة الدخال بمديرية ذي السفال إحدى مديريات محافظة إب في الجمهورية اليمنية، بلغ تعداد سكانها 37 حسب تعداد اليمن لعام 2004.